# Port de Portland
Le port de Portland est un port adjacent à l'île de Portland en Angleterre. Le port de Portland, avec ses 9 km², est l'un des plus grands ports créés par la main de l'homme, et le second pour sa profondeur. Le port et la baie de Weymouth ont une particularité : une double marée basse, causée par le temps mis par la marée pour encercler l'île et sa course vers la pointe sud. 

## Histoire
La première pierre du brise-lames fut posée par le Prince Albert en 1849, et la dernière de la première phase de travaux par le Prince de Galles, Albert Edward, en 1872. 
Les brise-lames furent construits principalement par des sociétés privées, mais toutes les pierres furent transportées par des condamnés. 22 hommes perdirent la vie lors de leurs constructions. Les brise-lames sont composés de 5 731 376 tonnes de pierre et coûtèrent, jusqu'en 1871, 1 167 852 £. Le coût final fut quant à lui bien plus important. 
L'île et son port furent une base de la Royal Navy pendant la Seconde Guerre mondiale, et c'est pourquoi l'île fut si souvent bombardée. Le 4 juillet 1940, Jack Mantle, matelot] de 23 ans, sert sur le HMS Foylebank (en) : il est tué en combattant lors d'un raid aérien et est décoré de la croix de Victoria pour sa bravoure.
Pour protéger le port des torpilles et des attaques de sous-marins, le HMS Hood fut coulé dans le passage sud entre les deux brise-lames. La plus grande partie de la base navale fut fermée à la fin de la Guerre froide en 1995. Jusqu'en 2005, le port abritait le dernier bateau-prison britannique, le HMP Weare.

## Source
- Cet article est partiellement ou en totalité issu de l'article intitulé « Île de Portland » (voir la liste des auteurs).